# Laser-TV
Laser-TV ist eine alternative Bildschirmtechnik, die 1963 – bald nach der Erfindung des Lasers – von Helmut K.V. Lotsch vorgeschlagen wurde. Erste Anläufe in diese Richtung unternahm Sony in den späten 1960er Jahren. In den 1990er Jahren entwickelte und demonstrierte die deutsche Firma Schneider einen Prototyp. Anfang des 2000er Jahre hatte das System Laser-TV Marktreife erlangt und im Jahr 2008 wurde erstmals ein kommerzielles Gerät auf der Consumer Electronics Show in Las Vegas vorgestellt. Charakteristisch für das Bild ist der große Farbraum. Dieser ermöglicht eine besonders realitätsnahe Farbwiedergabe.

## Geschichte
Die Grundidee wurde Helmut K. V. Lotsch in dem deutschen Patent 1 193 166 zugeschrieben. Das Prinzip des Laser-Farbfernsehens wurde 1970 detailliert vorgestellt. In Deutschland präsentierte die Schneider AG Ende 1993 den ersten eigenen Prototyp, der in Zusammenarbeit mit Daimler-Benz und der Jenoptik AG entwickelt wurde. Wegen Insolvenz der Firma Schneider und ihrer damals eigens gegründeten Tochtergesellschaft Schneider Laser Technologies im Jahre 2002 wurde die Entwicklung nicht bis zur Marktreife weitergeführt.
LaserVue hieß das erste Laser-TV-Modell, das seit dem Jahr 2009 im Handel (Stand 2011: nur USA) erhältlich war und von Mitsubishi produziert wurde. Dabei handelte es sich um ein Rückprojektionsgerät – dieser Bildschirmtyp wurde von Flachbildschirmen verdrängt. Für die direkte Projektion auf eine Leinwand sind für den Konsumentenmarkt derzeit keine Geräte bekannt; mit Lasertechnik ausgestattete Beamer nutzen DLP-Chips als Bildwandler. Der oder die Laser dienen nur als Lichtquelle.

## Funktion
Drei Laserstrahlen in den Farben Rot, Grün und Blau werden über ein Spiegelsystem geleitet und an die gewünschte Stelle des Bildschirms projiziert. Ein neueres System dagegen beruht auf Mikrospiegelaktoren. Das Fernsehbild kann in jedem System durch Frontal- und Rückprojektion betrachtet werden.